# Asino
Huyện Asino (tiếng Nga: ? райо́н) là một huyện hành chính tự quản (raion), của Tỉnh Tomsk, Nga. Huyện có diện tích 9 km². Trung tâm của huyện đóng ở Asino.